# 세인트 에드워즈 대학교
세인트 에드워즈 대학교(St. Edward's University, SEU)는 성십자가 수도회의 로마 가톨릭 대학교이다. 130년 역사를 가진 세인트 에드워즈는 텍사스주 오스틴 다운타운내에 위치하고 160에이커 면적위에 "Hilltopper”라고 불리는 약 3,700이 재학중인 리버럴 아츠 사립 대학교이다. 신흥명문 보관됨 2018-12-15 - 웨이백 머신으로서 U.S.News, 리저널대학 서부지구랭킹 8위(2023년)를 차지했다. 전 세계 23개국과 네트워크를 통해서 학부 및 대학원 프로그램을 제공하고 있으며 한국과는 가톨릭대학교가 연계되어 있다.
학교는 전인 교육과함께, 졸업후 취업이 잘 될 수 있도록 많은 공을 들이고 있다. 수시로  각공공기관, 정부기관 그리고 유수의 기업과 비영리단체에서 인턴쉽및 직원채용을 위해서 학교를 직접 방문하여 채용 공고 및 채용하고있다.

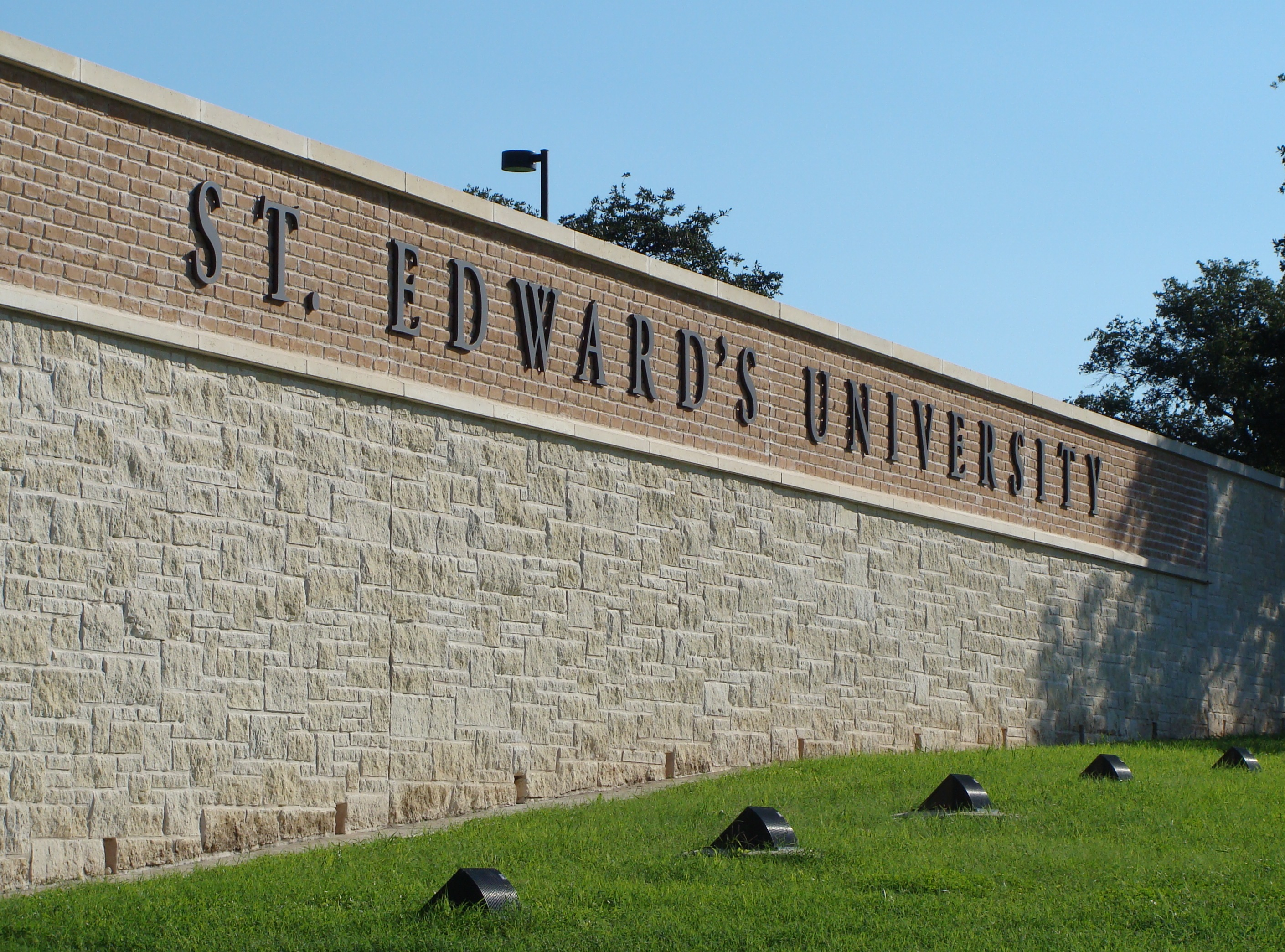
메인 교문

## 역사
세인트 에드워즈 대학교는 인디애나주 사우스 밴드 (South Bend)에 노터데임 대학교 (University of Notre Dame)을 설립한 성십자가 수도원 총장인 에드워드 소린(Edward Sorin)신부가 설립하였다. 소린(Sorin)신부는 1877년 오스틴(Austin)에 이 학교를 설립하고 수호성인 에드워드(Edward the Confessor)와 킹(King)을 기념하여 세인트 에드워즈 아카데미(St. Edward's Academy)로 명명했다.

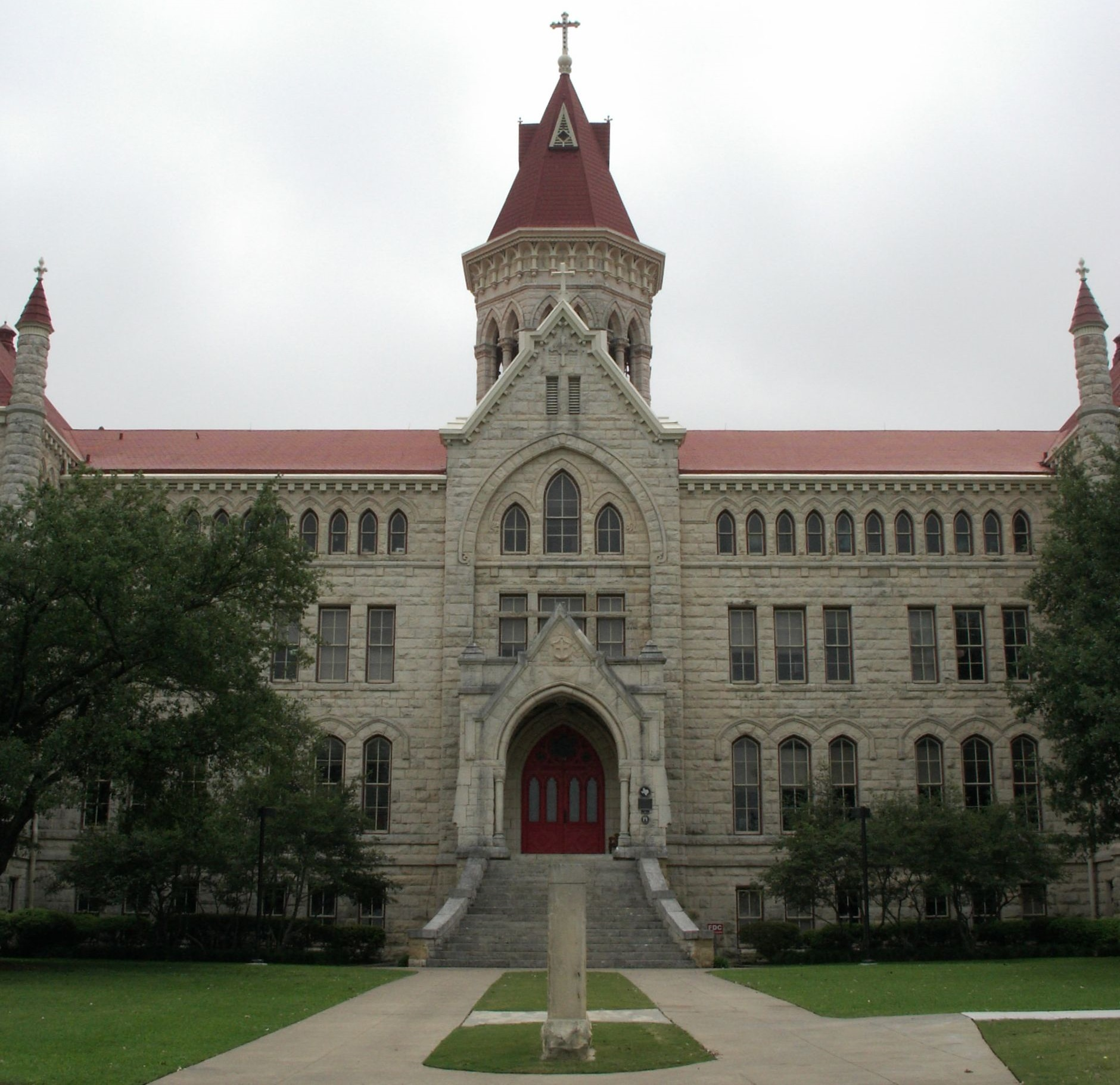
St. Edward's 메인빌딩

1885년 P.J. Franciscus 목사는 세인트 에드워즈 칼리지(St. Edward's College)로 개명하고 교수와 학생수를 증원시켰다. 학교 신문, 야구팀 및 축구팀을 조직하고 건축가 Nicholas J. Clayton(텍사스갤버스턴)에게 대학의 본관 설계를 위임하여 복고조 고딕 양식(Gothic Revival)으로 4층 높이의 건물을 오스틴지역에서 캐낸 백색 석회암으로 지었다.
1973년에 이 본관(Main Building)은 미국 국립 유적지(National Register of Historic Places)로 지정되었다. 세인트 에드워즈 대학교의 시그니처중의 하나인 빨간문이 본관의 메인 출입구이다.
1903년에 본관 건물이 화재로 대부분 불타버렸다. 그 해 가을에 다시 지었다. 당시 재건 모습은 Munday Library에서 사진으로 볼 수 있다. 1922년에는 강력한 토네이도가 본관과 캠퍼스를 크게 훼손했다. 1925년에 세인트 에드워즈는 대학교로 승격되었고, 그 때 직원들은 대부분 성십자가 수도회 사제들이었다. 1999년에 George E. Martin이 세인트 에드워즈 대학교의 23대 총장으로 취임했다. 2022년까지 재직했다.
세인트 에드워즈가 받은 기부금은 2017년 기준으로 현재 $ 100M가 넘었다.

## 세부역사
- 1877년 에드워드 소린 신부가 Mary Doyle 여사가 기증한 부지에 세인트 에드워즈 아카데미를 설립
- 1885~1888년 세인트 에드워즈 칼리지로 승인
- 1925년 세인트 에드워즈 대학교로 승인
- 1944년 제2차세계대전 참전군인들을 위한 프로그램으로 인해 커리큘럼과 학생수가 증가
- 1966년 메리힐칼리지 (Maryhill College)에서 온 여학생들 함께 남여공학 시작
- 1974년 직장인을 대상으로 하는 학위프로그램 시작
- 1999~2000년 새로운 총장 조지 E. 마틴의 "전략적 마스터 플랜 10년"을 시작
- 2002~2014년 새로 지어진 건물들은 각종대회에서 어워드 수상

## 세인트 에드워즈 대학교 확장
조지 E. 마틴 박사는 이 기관의 23번째 총장이었다. 1999년 가을부터 2021년 여름까지, 마틴 박사는 많은 새로운 건물들을 건설하여 캠퍼스를 변화시키고, 입학생 수를 두 배로 늘리고, 기금을 증가시키고, 글로벌 파트너십을 구축하고, 성가대 형제단의 사명을 이어가기 위해 성가대 연구소 를 설립하는 등 세인트 에드워드 대학의 확장 기간을 감독했다. 2022년 2월, 몬세라트 ‘몬세’ 푸엔테스 박사는 세인트 에드워드 대학의 24번째 총장이자 첫 번째 히스패닉 총장으로 취임했다. 취임식 연설에서 푸엔테스 박사는 대학의 2027년 전략계획을 발표했는데, 이는 세인트 에드워드 대학이 학문적 탁월성, 포괄적 우수성, 사회 정의에 대한 헌신으로 알려진 목적지 대학으로서의 사명을 계속 수행할 방법을 제시한 로드맵이다.

### 새건물과 리노베이션
Trustee Hall(3,100m2) 학술 시설이 첫 번째 건물은 계획에 따라 완료되었다. 2003년 Basil Moreau Residence Hall과 2005년 Jacques Dujari Hall이 완공됨에 따라 캠퍼스 내 거주 생활이 한층 다양해졌다.
2006년 가을에 개장한 존 브룩스 윌리엄스 자연 과학센터 북쪽과 남쪽건물 2개의 건물은 과학단지 중 최초로 자연과학 대학의 생물 및 화학 프로그램을 보유하고 있다. 존 브룩스 윌리엄스 자연 과학 센터(남쪽)는 2013년 가을에 건립되었다. 컴퓨터, 과학, 수학 및 물리 프로그램 실험 연구실이 있으며 13개의 강의실, 고급 컴퓨터 및 수학 실습실, 126석의 강당이 완공되었다.
기존 캠퍼스 건물; Premont Hall (2006), Fleck Hall (2007) 및 Doyle Hall (2009)등이 보수공사를 진행했으며 2009년1월에 완공한 새로운 기숙사는 2016년 건축계의 노벨상으로 불리는 프리츠커상을 수상한 안레한드로 아라베나가 설계했다. 새로 지어진 Munday Library 또한 2013년 가을에 문을 열었다. 이 도서관에는 화상 회의, 향상된 독서 환경, 학습 및 회의 공간, 확장된 디지털 컬렉션, 글쓰기 및 미디어 센터, 글로벌 디지털 교실을 갖추고 있다. 도서관 개보수는 2011년 Bill과 Pat Munday가 기부 한 1,300만 달러의 기부금으로 지어졌다. Mundays는 2013년에 대학 장학금으로 2천만 달러를 기부하였다.

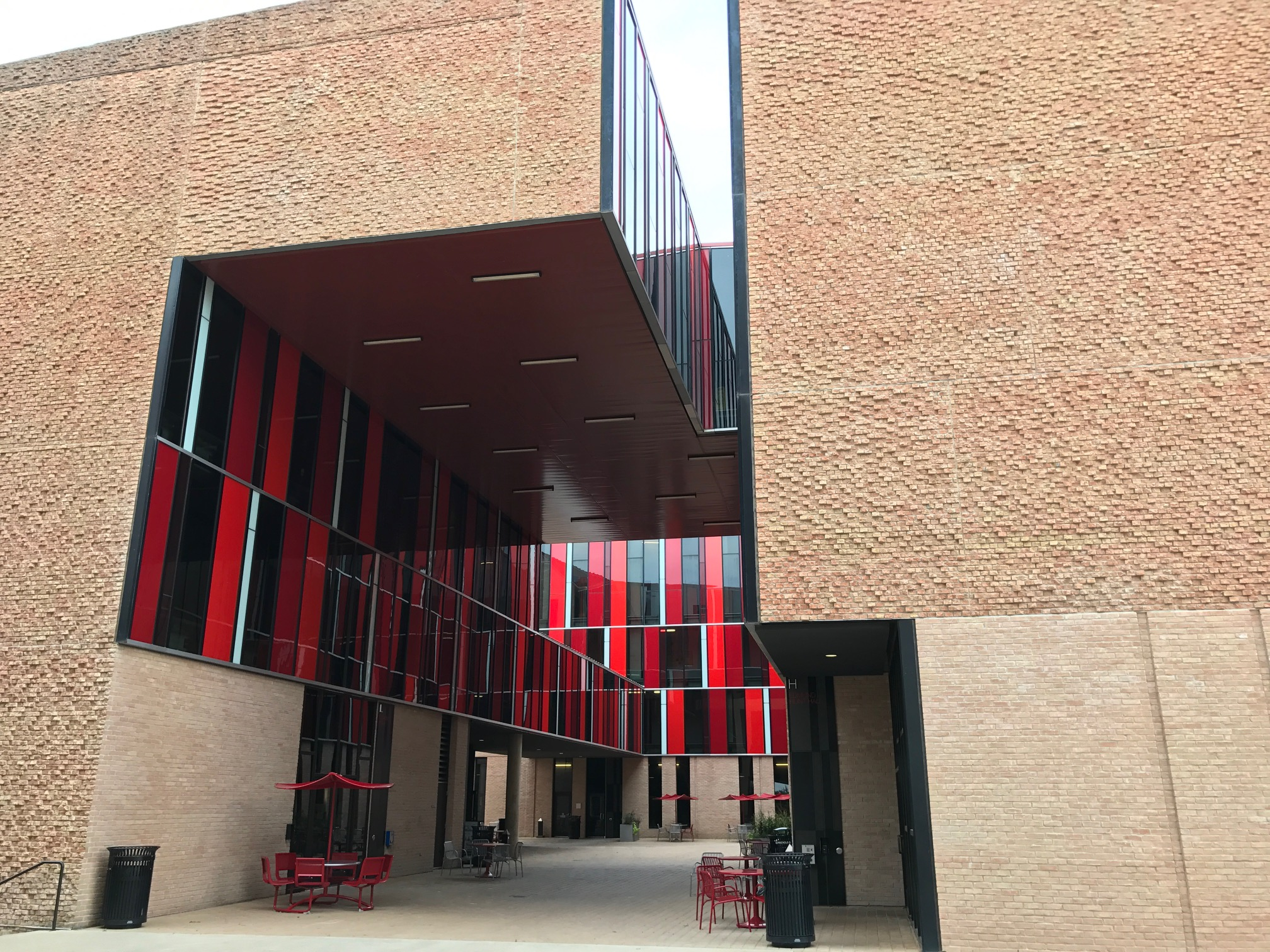
안레한드로 아라베나가 설계한 세인트에드워즈의 기숙사

Peace Chapel 리노베이션은 Pollen Architecture and Design에 의해 디자인 되었으며 리노베이션 공사로 선교사무실, 명상가든등이 2014년 가을에 완공 되었다.

### 재학생 정보
세인트 에드워즈 대학교에는 약 4,600명의 재학생들은 약44개주와 60개국 출신 학생들이며 총28개의 모국어를 사용하며, 40여개의 종교를 가졌다.
입학 신입생의 55%는 고등학생의 상위 25%에 속한다.
1,300명 이상의 학생들이 캠퍼스 내에 위치한 7개의 기숙사와 3개의 아파트에 거주하며 이중 1개의 신축 아파트는 2018년도 가을학기에 맞추어 입주가 시작되었다. 세인트 에드워즈 대학교의 학생들은 학생회, 봉사단체, 학회, 문화클럽 및 교내 스포츠 등 130개가 넘는 캠퍼스 조직에 활발히 참여하고 있다.

## 네트워크 학교
- 독일, Katholische Universität Eichstätt-Ingolstadt, Eichstätt, Germany
- 독일, Koblenz University of Applied Sciences, Koblenz, Germany
- 프랑스, Université Catholique de l'Ouest (UCO), Angers, France
- 영국, University of Roehampton, London, England
- 프랑스, L’Institut Supérieur de Gestion (ISG), Paris, France
- 이탈리아, The Università Cattolica del Sacro Cuore, Milan, Italy
- 스코트랜드, Queen Margaret University (QMU), Edinburgh, Scotland
- 오스트레일리아, University of Notre Dame Australia (UND)
- 오스트레일리아, James Cook University (JCU), Queensland, Australia
- 오스트레일리아, University of Technology Sydney (UTS), Sydney, Australia
- 오스트리아, Management Center Innsbruck (MCI), Innsbruck, Austria
- 스위스, Franklin University Switzerland (FUS), Lugano, Switzerland
- 멕시코, Tecnológico de Monterrey, programs throughout Mexico
- 코스타리카, Organization for Tropical Studies (OTS), Costa Rica
- 칠레, Universidad Adolfo Ibanez (UAI), Vina del Mar, Chile
- 칠레, Universidad Tecnica Federico Santa Maria, Valparaiso, Chile
- 스페인, Universitat Jaume I, Castello de la Plana, Spain
- 스페인, Universidad Pontificia Comillas, Madrid, Spain
- 일본, Asia Pacific University (APU), Beppu, Japan
- 타이완, Fu Jen Catholic University, New Taipei City, Taiwan (R.O.C.)
- 대한민국, Catholic University of Korea (CUK) , Seoul, South Korea

## 힐탑 뷰
힐탑 뷰 (Hilltop Views)는 세인트 에드워즈 대학교 (St. Edward 's University)의 인문학 학교에서 출판한 학생 신문이다. 인쇄된 신문은 매주 수요일 캠퍼스내에서 제공되며 온라인으로도 읽을 수 있다. 신문은 1987년부터 출판되기 시작하였다.

## 학위과정

### 프로그램
세인트 에드워즈 대학교는 행동 과학 및 사회 과학, 교육, 인문학, 자연 과학및 비즈니스 스쿨을 통해 50개이상의 학부 프로그램과 12개의 석사 학위, 교육학 박사를 포함한 55개 이상의 학위프로그램을 제공한다.
더 빌 먼데이 비즈니스 스쿨은 AACSB로부터 인증 받았다.
또한 US News Rank에 따른 2023년 기준 미국내 10위의 Teaching 전공을 제공하고 있으며, 텍사스 지역의 공립과 사립학교의 교사들중 상당수가 이학교 출신이다.
그외 심리학, 커뮤니케이션 과목이 돋보이며 특히 이론과 실습의 균형을 강조하는 수업과 전인교육에 포커스를 두고 있다.
- The Bill Munday School of Business
- School of Behavioral and Social Sciences
- School of Education
- School of Humanities
- School of Management and Business
- School of Natural Science

### 풀브라이트 장학생
세인트 에드워즈 대학교는 세계에서 가장 권위있는 장학 재단인 풀브라이트 프로그램(Fulbright Program) 장학생을 미국내에서 가장 많이 배출하고 있는 학교로서 13년연속(2008~Academic Year 78명 배출)미국내 랭크 1위이다.

### 프랑스 캠퍼스
2008년 9월부터 유럽과 미국학생에게 교육 기회를 제공하기 위해 프랑스 앙제(Angers)에 캠퍼스를 설립하였고 프랑스 앙제의 대학교는 서부 가톨릭 대학교와 제휴 관계에 있다.

## 운동팀
세인트 에드워즈 대학교의 스포츠 팀은 "힐토퍼스(Hilltoppers)"라는 이름으로 알려져 있으며, 미국 대학 체육 협회(NCAA Division II)에 소속되어 있다. 2019년부터 론스타 콘퍼런스(Lone Star Conference)에 소속되어 있으며, 이전에는 하트랜드 콘퍼런스(Heartland Conference)의 창립 멤버였다.
2024년 기준으로, 이 대학교는 총 16개의 대학 대표팀을 운영하고 있다. 남녀 농구, 크로스컨트리, 축구, 육상, 남자 야구, 여자 소프트볼, 여자 배구 외에도 2024–25학년도부터는 아크로바틱 팀 스포츠인 STUNT도 정식 종목으로 포함되었다. 또한 공용 치어리딩 및 e스포츠 프로그램도 운영하고 있다.
힐토퍼스 팀은 NCAA Division II 포스트시즌에 총 78회 진출하였으며, 콘퍼런스 챔피언십에서는 총 62회의 우승 기록을 보유하고 있다. 2013년 이후로는 66명의 선수들이 올아메리칸(All-American)으로 선정되는 등 꾸준한 성과를 내고 있다.

## 유명 교수진
- David Altounian
- Mark Cherry
- Joe Doerr
- Carrie Fountain
- Hollis Hammonds
- Eamonn Healy
- Joe M. O'Connell

## 주요 동문
- 조 아일렛 – 미식축구 감독
- 데니스 보넨 – 미국 텍사스주 하원의원[4]
- 조지 에드워드 시어 – 미국 연방 판사
- 살람 파이얏 – 팔레스타인 자치정부 총리
- 루시 베인스 존슨 – LBJ 자산관리회사 이사회 의장, 린든 B. 존슨 전 미국 대통령의 딸
- 제이크 헬그렌 – 시나리오 작가, 영화 감독
- 압둘 카림 알카바리티 – 요르단 총리
- 할리드 빈 아흐메드 알칼리파 – 바레인 외무부 장관[5]
- 빌 킬리퍼 – 메이저리그 야구 선수
- 가브리엘 루나 – 배우
- 아만다 마코트 – 언론인
- 패트릭 메이슨 (경제학자) – 경제학자
- 브랜든 맥스웰 – 패션 디자이너[6]
- 타지 맥윌리엄스 – 여자 농구 선수
- 로저 메츠거 – 메이저리그 야구 선수
- 윌리엄 멀비 – 미국 가톨릭 코퍼스크리스티 교구 주교
- 티머시 오진 – 시인, 소설가
- 불 폴리스키 – 미식축구 선수
- 호르헤 퀴로가 – 볼리비아 대통령
- 실베스트레 레불타스 – 작곡가
- 찰스 M. 로빈슨 3세 – 작가, 일러스트레이터
- 찰스 로저스 (감독) – 영화 감독, 각본가
- 마이크 로젠탈 – 미식축구 선수
- 팀 러스 – 배우
- 페르민 레불타스 산체스 – 화가
- 멜 스투에시 – 미식축구 선수
- 데번 워커 (코미디언) – 코미디언, 《새터데이 나이트 라이브》 출연[7]
- 존 앤드루 영 – 미국 하원의원

- 라우렌티노 코르티소 – 파나마 대통령 (2019–2024), 1981년 세인트 에드워즈 대학교 MBA 졸업
- 리처드 L. 부앙안 – 미국 몽골 주재 대사, 정치학 전공
- 메리 E. 곤살레스 – 텍사스주 하원의원, 미국 최초 공개 범성애자 정치인, 세인트 에드워즈 대학교 사회정의 석사
- 타보 헬문트 – 포뮬러 1 미국·멕시코 그랑프리 유치 총괄자, Circuit of the Americas 공동 설립자
- 에밀리 울프 – 록 기타리스트 겸 싱어송라이터, Epiphone 시그니처 기타 보유
- 셰이크 파즐레 파힘 – 방글라데시 상공회의소 연합회(FBCCI) 회장 (2019–2021)
- 로버트 C. 힐리어드 – 미국 시민권 및 제품 책임 소송 전문 변호사, GM 점화 스위치 집단소송 대표
- 스테이시 코플랜드 – 영국 복싱 선수, 여성 최초 영연방 슈퍼웰터급 챔피언
- 칼리드 모하메드 압둘라힘 – 바레인 건설기업 KAR 그룹 회장, 바레인 F1 서킷 시공 총괄

## 갤러리

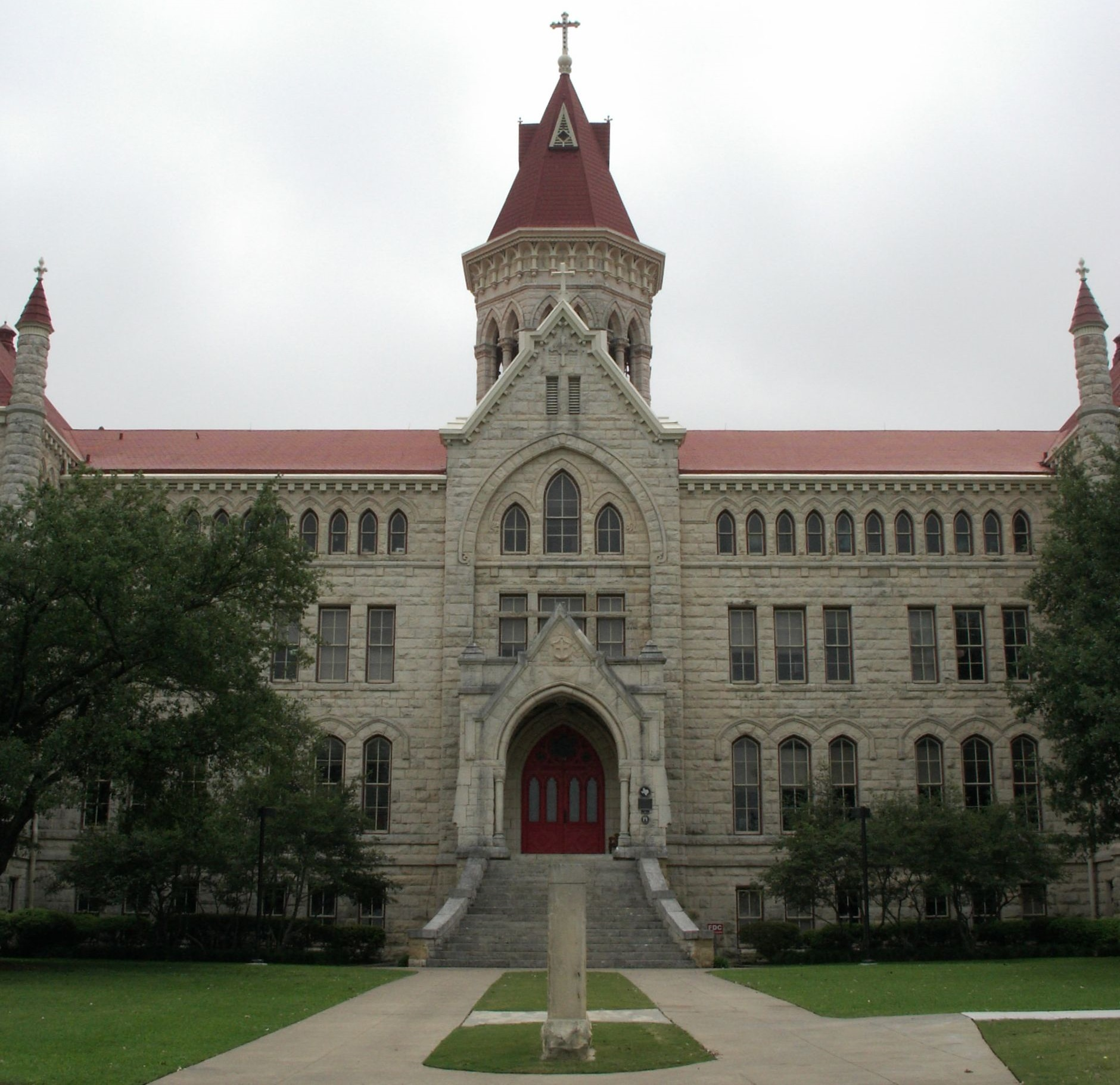
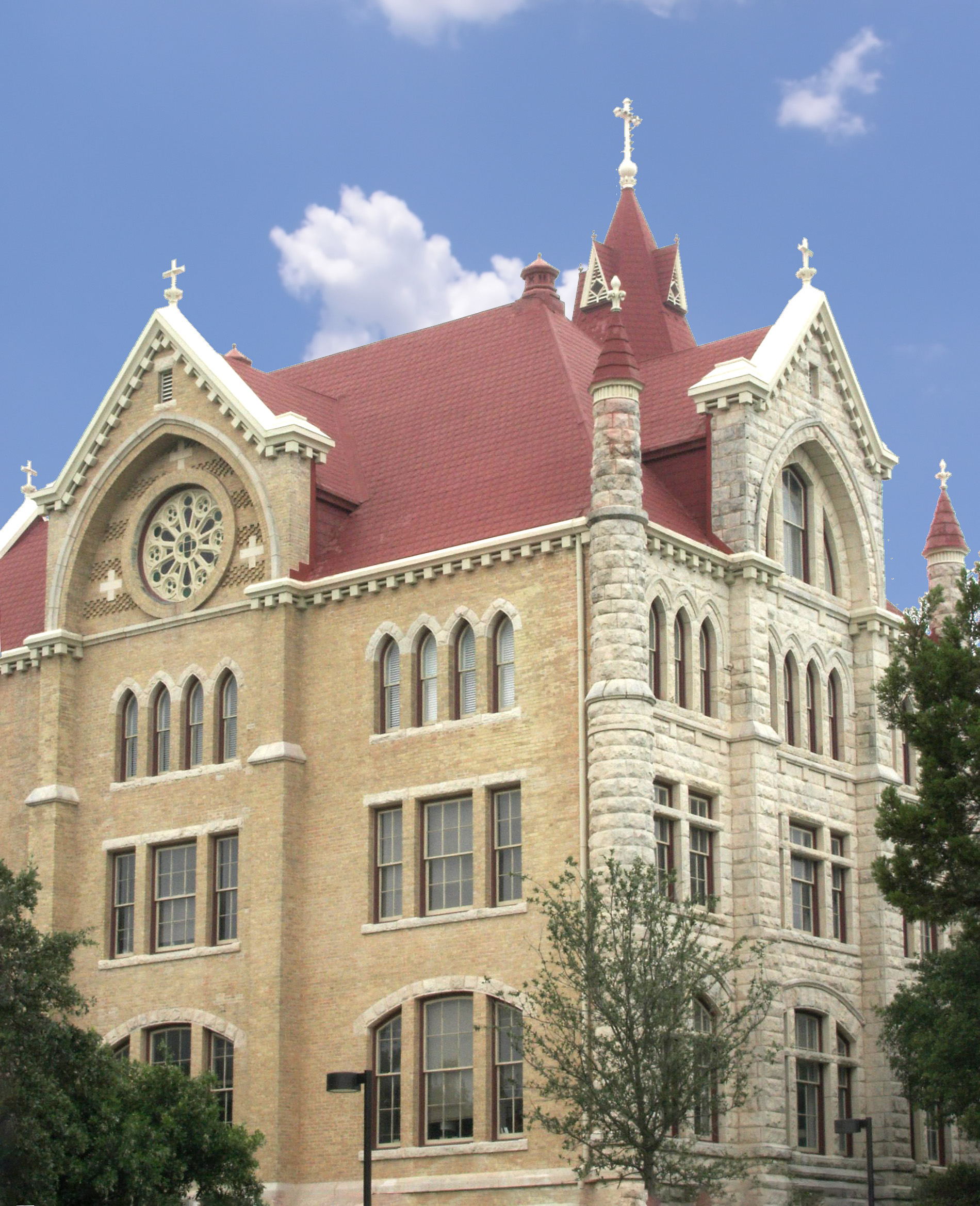
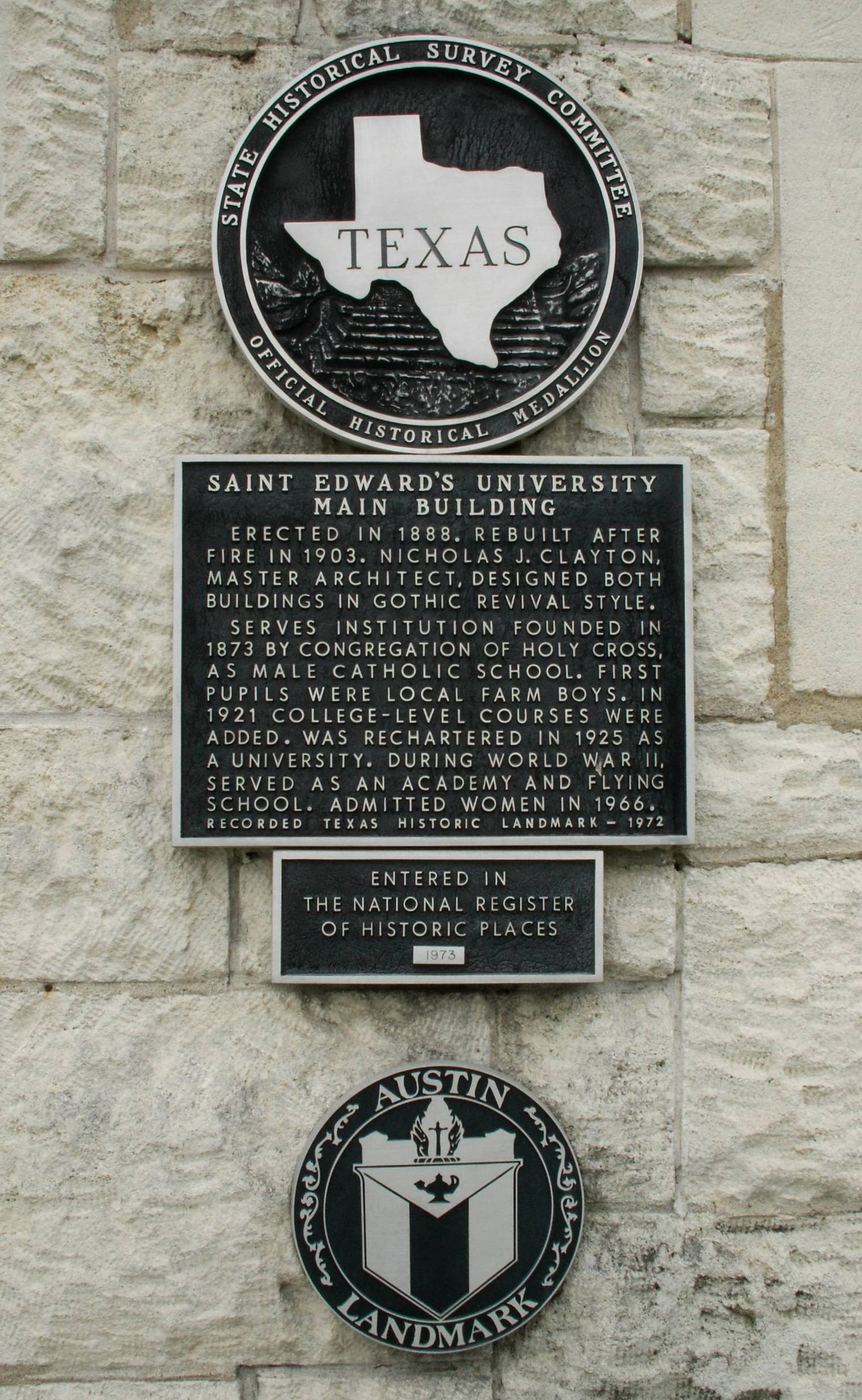
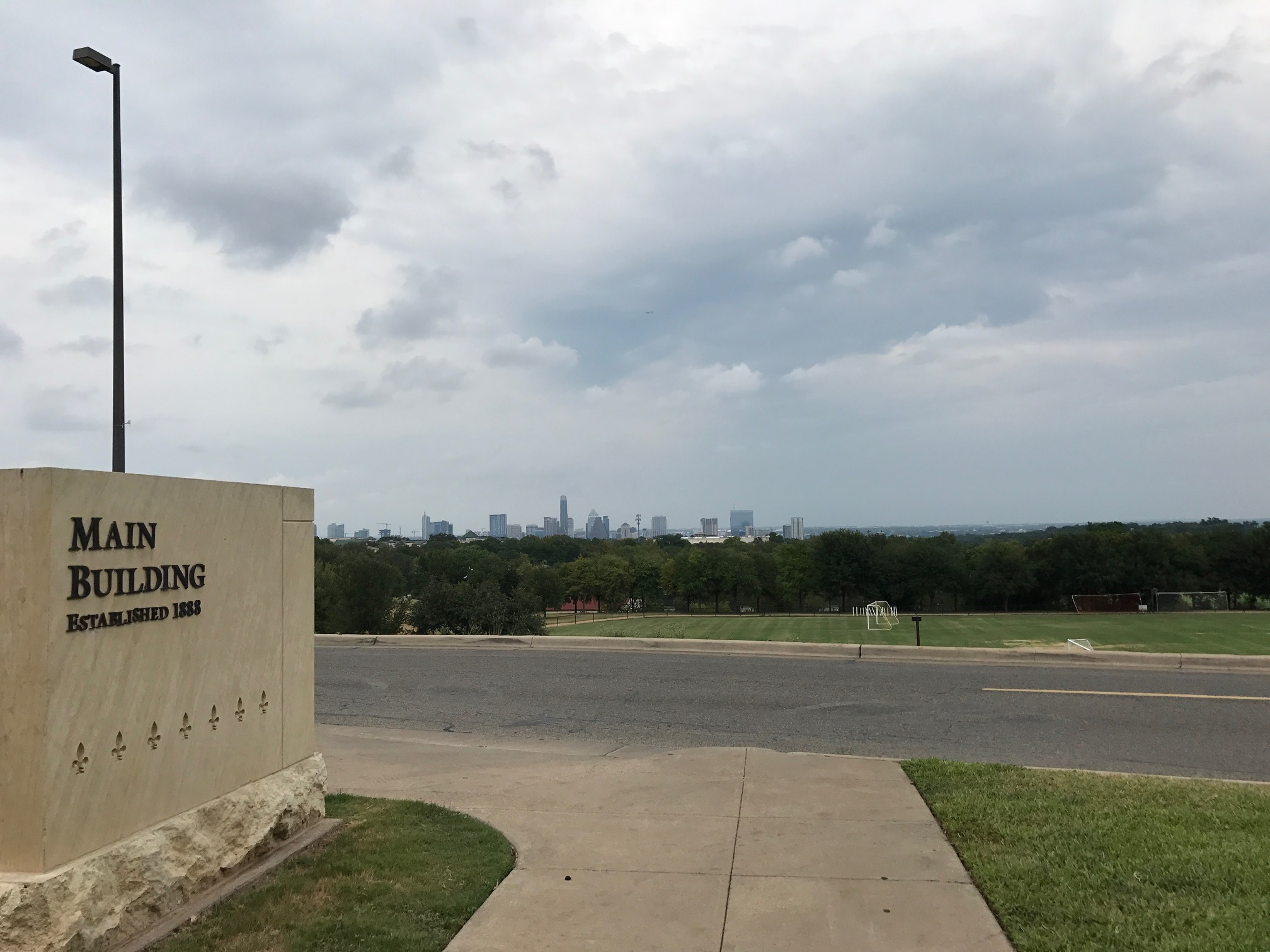
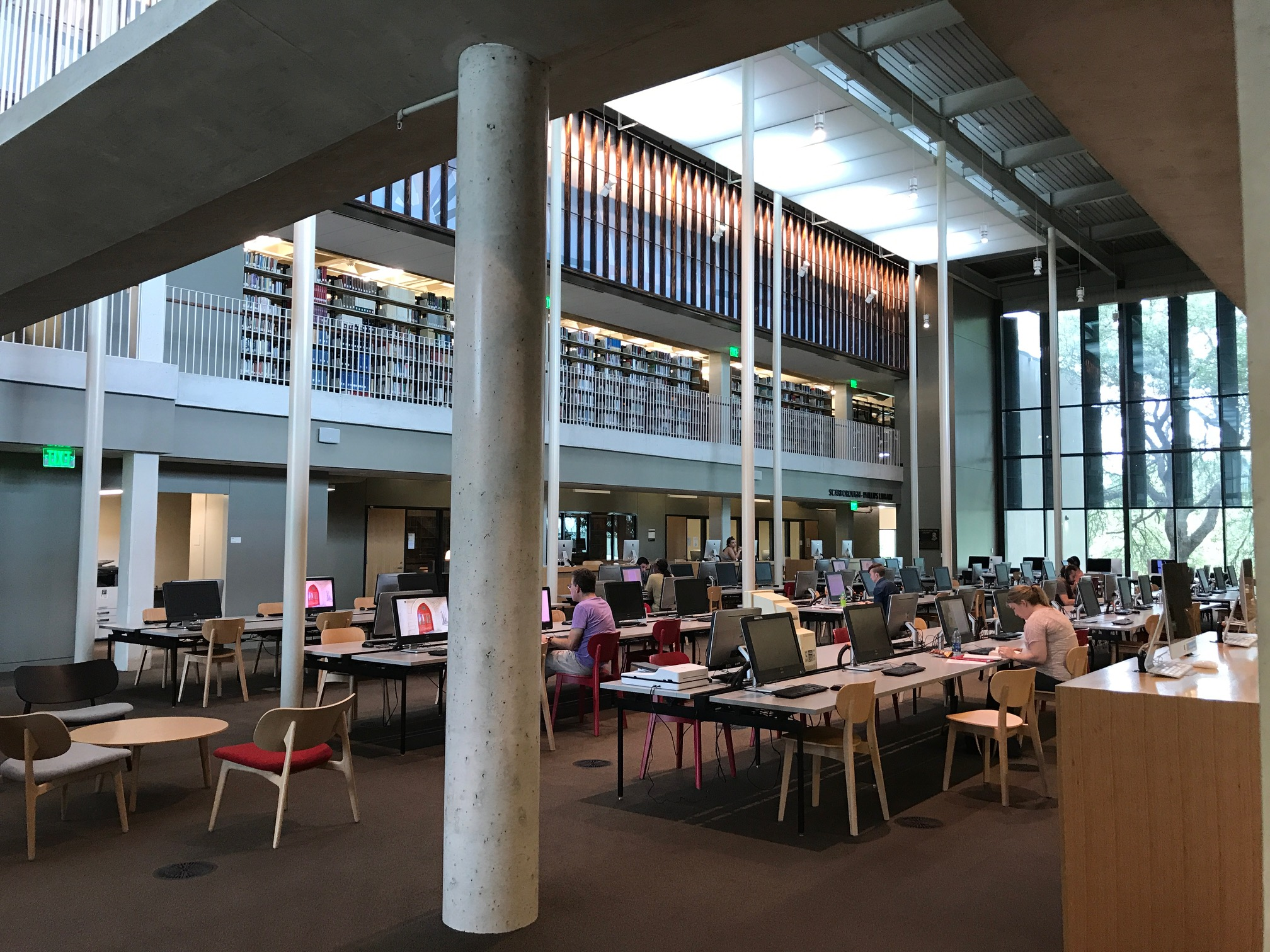
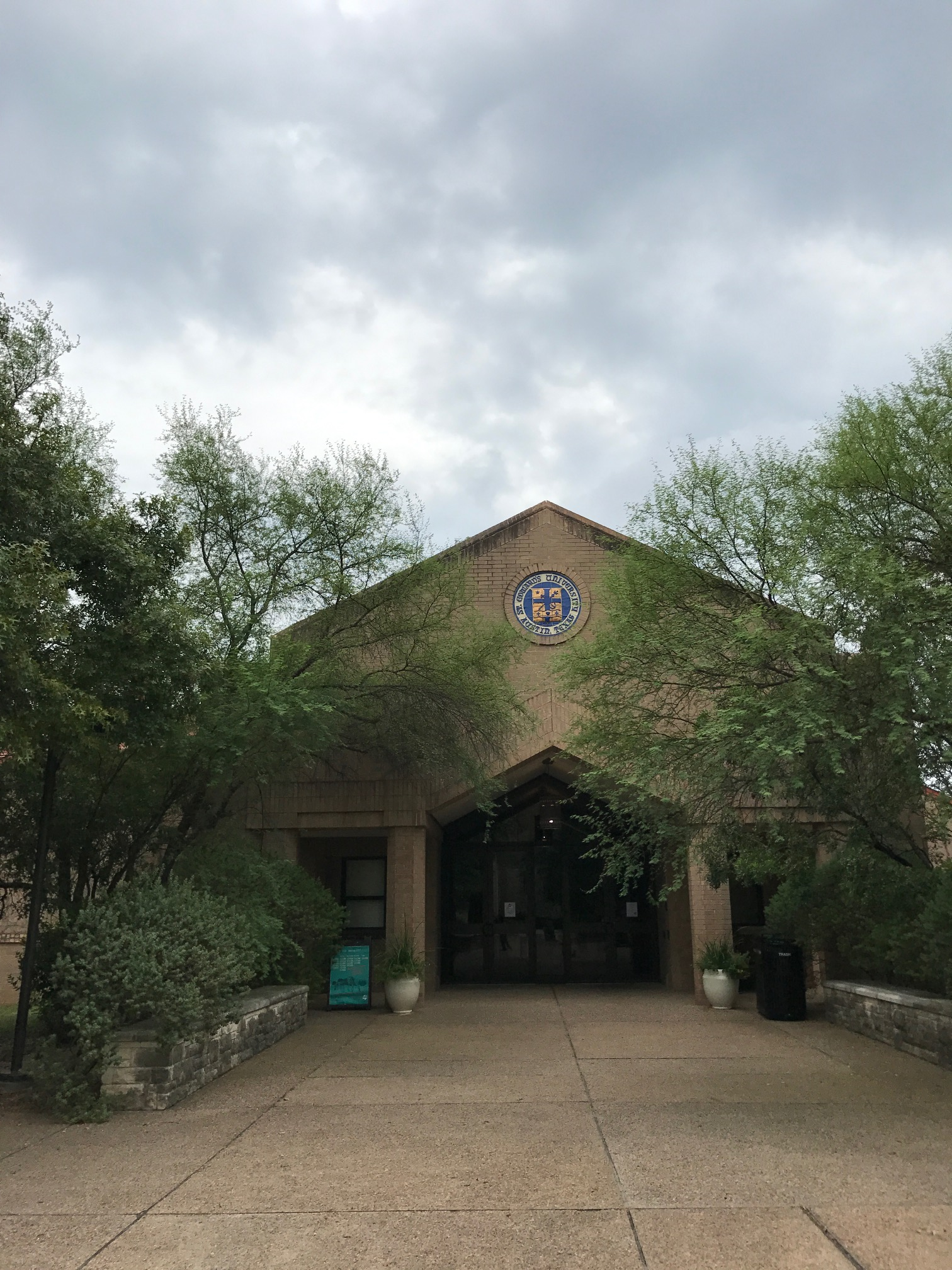
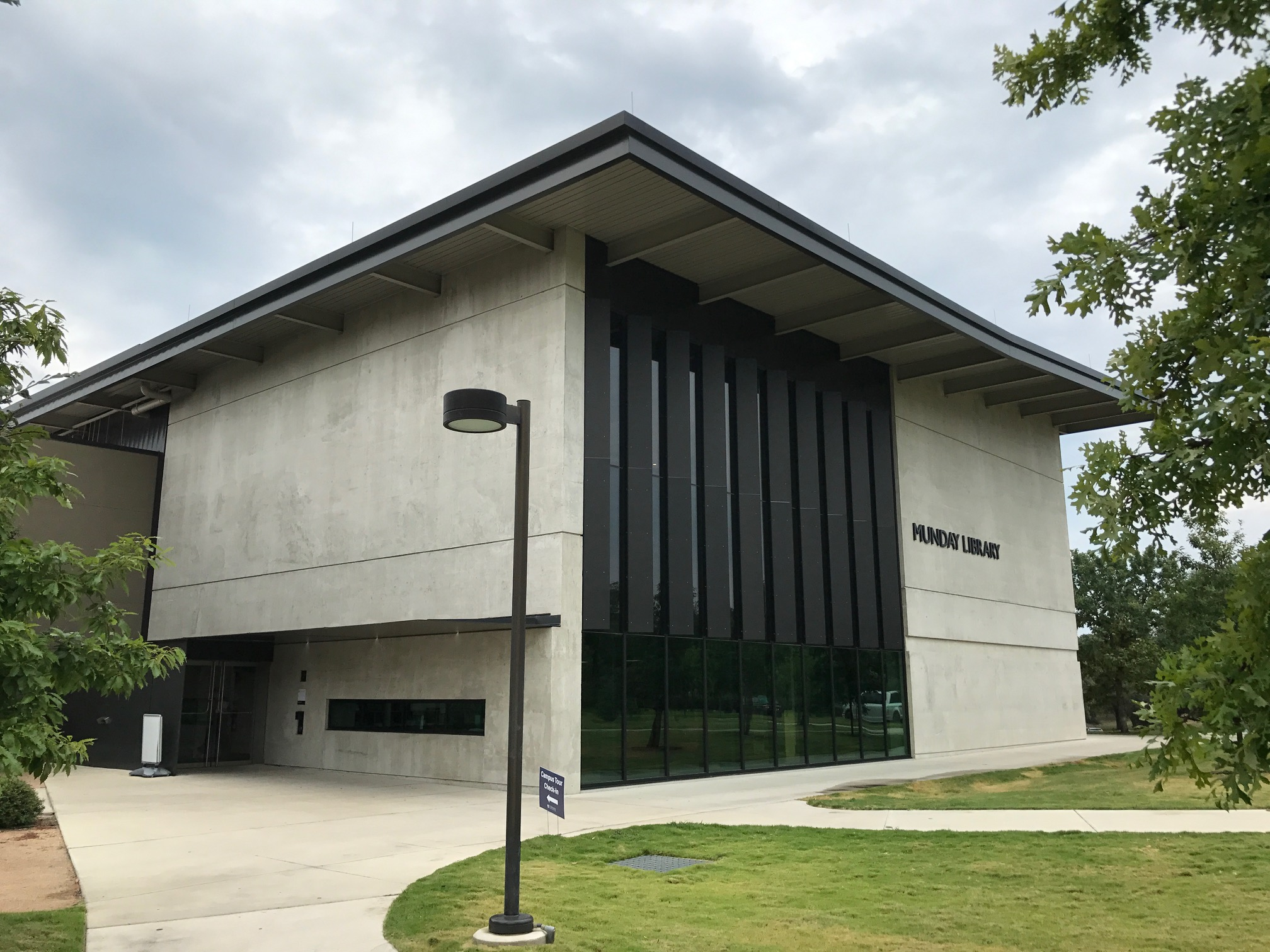
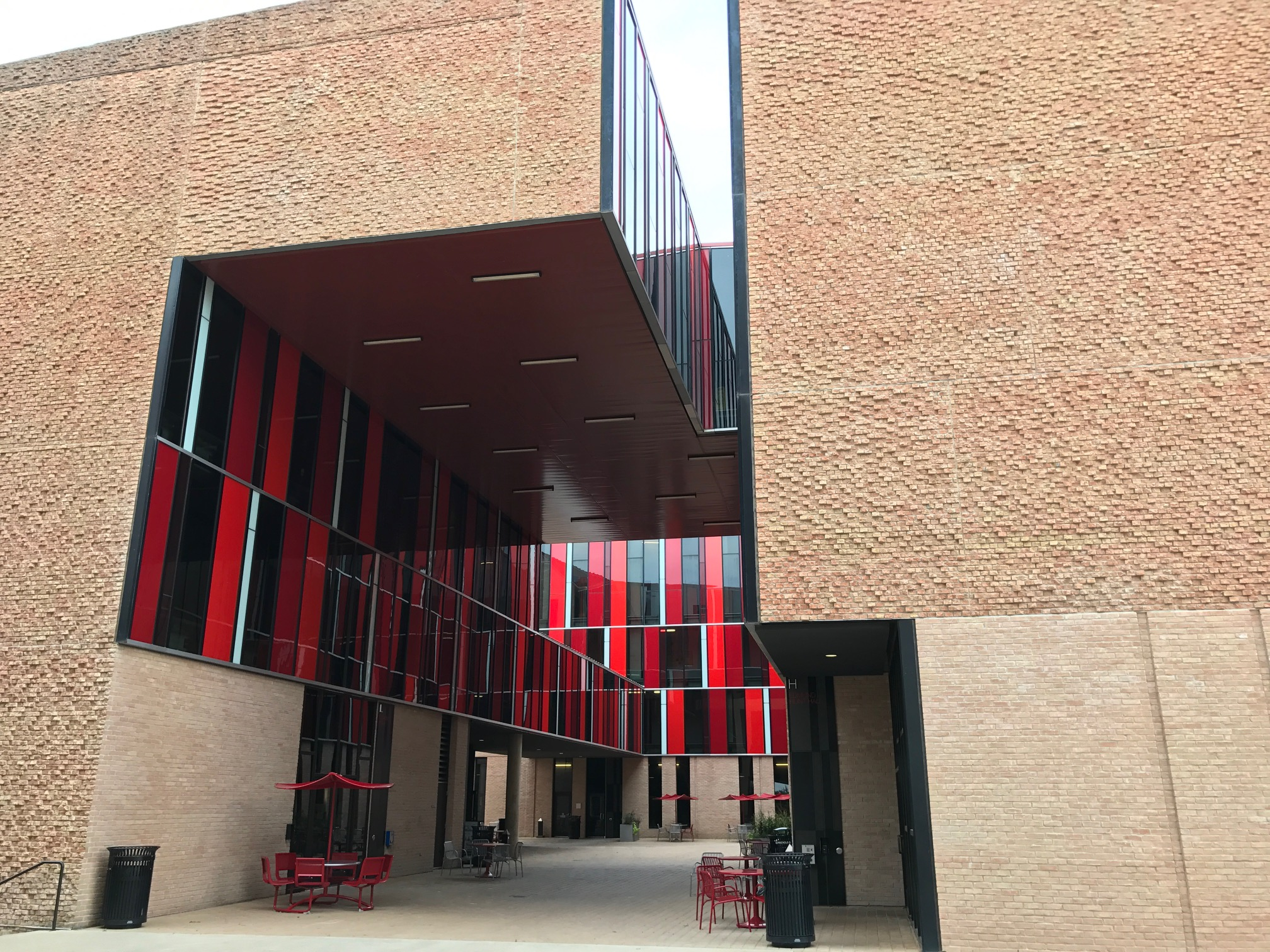
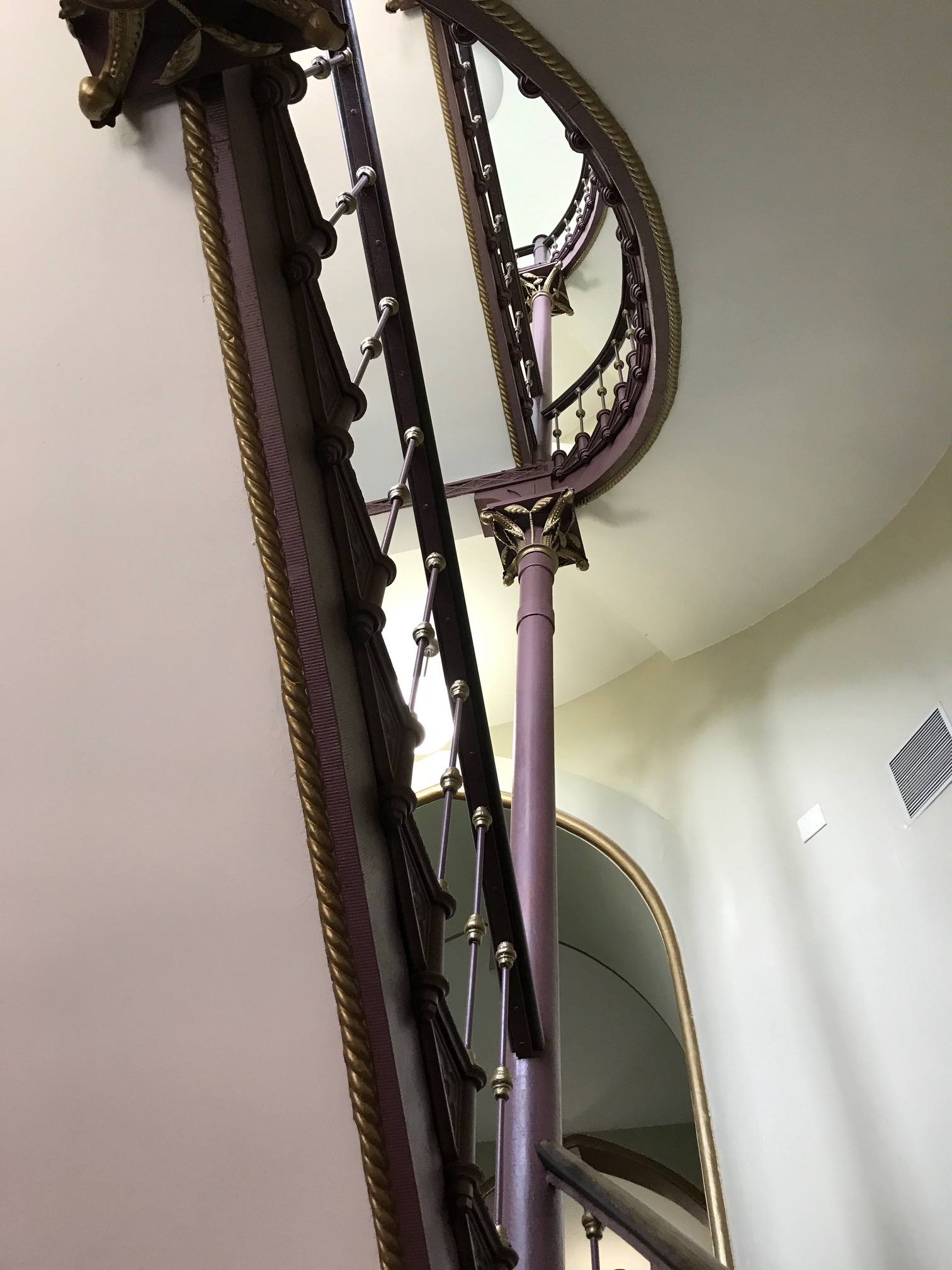